# Stazione di Badia Polesine
La stazione di Badia Polesine è una stazione ferroviaria che serve la città di Badia Polesine sulla linea Verona-Rovigo.
La gestione degli impianti è affidata a Rete Ferroviaria Italiana, controllata del gruppo Ferrovie dello Stato Italiane.

## Storia
Nel 1937 la stazione mutò la propria denominazione da "Badia" a "Badia Polesine".

## Strutture e impianti

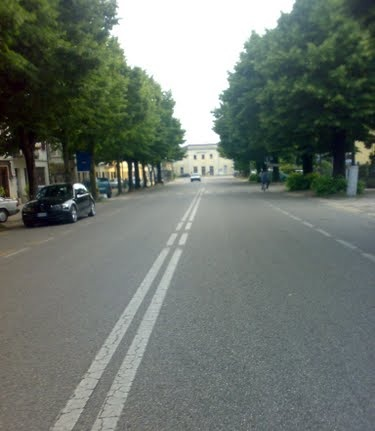
La stazione vista dal viale

Il fabbricato viaggiatori è composto da una struttura a due piani: il primo piano è una abitazione privata mentre al piano terra l'ambiente non è utilizzato.
Il piazzale è composto da tre binari: il binario 1 è di corsa, il binario 2 viene usato per le precedenze mentre il terzo, pur essendo presente, risulta scollegato dalla rete.
I primi due binari sono serviti da banchina e collegati fra loro da una passerella in cemento. Sono presenti alcune panchine per l'attesa.

## Servizi
La stazione offre i seguenti servizi
- Biglietteria self-service;
- Parcheggio per biciclette;
- Parcheggi di superficie;
- Interscambio autobus Busitalia Veneto e ATV.

Nelle immediate vicinanze, dispone anche di:
- Biglietteria;
- Bar;
- Ristorante;
- Bike Sharing.

## Movimento

### Passeggeri
Il servizio viaggiatori è esclusivamente di tipo regionale; è espletato da Trenitalia.
I treni che effettuano servizio presso questa stazione sono una cinquantina. Le loro principali destinazioni sono: Rovigo, Verona Porta Nuova e Legnago.